# Friedrich Entress
Friedrich Entress, född 8 december 1914 i Posen, död 28 maj 1947 i Landsberg am Lech, var en tysk-polsk lägerläkare och SS-Hauptsturmführer.

## Biografi
Friedrich Entress inträdde i Waffen-SS i november 1939. I januari 1941 kommenderades han som läkare till koncentrationslägret Gross-Rosen.

### Auschwitz
I december 1941 förflyttades Entress till Auschwitz I Stammlager som Standortarzt (ungefär "Förste lägerläkare"). Tillsammans med Hellmuth Vetter och Eduard Wirths lät han för I.G. Farbens räkning utprova nya typer av läkemedel på lägerfångar, av vilka flera först smittades med sjukdomar. År 1942 fick Entress av chefsläkaren vid Inspektoratet för koncentrationslägren, Enno Lolling, i order om att obotliga mentalpatienter och tuberkulospatienter som arbetsodugliga personer skulle dödas med giftinjektioner. Entress införde i Auschwitz bruket att injicera fenol direkt in i hjärtat så att fångarna avled. Under Entress överinseende kunde upp till 100 fångar dödas per dag.
Emellanåt kunde det hända att lägerläkare försökte att rädda fångars liv och förmådde barackpersonal att dölja de svagare fångarna bakom de friska. Entress, som beskrivs som särskilt brutal, uppfann en metod att komma tillrätta med detta. Genom "negativt urval" valde han ut de fångar som såg friskast och starkast ut för att bakom dem avslöja de sjuka. Entress låg i konflikt med lägerläkaren Eduard Wirths, som ville begränsa lägersjukhusets mera drakoniska dödsmetoder. Entress motsatte sig detta och hänvisade till de riktlinjer som kommit från Berlin, vilka, enligt Entress, gav läkarna carte blanche att applicera metoder efter eget skön. Entress fick stöd för sin uppfattning av chefen för lägrets politiska avdelning, Maximilian Grabner. En av de fångar som mördades på Entress order var den polske läkaren Jerzy Bujalski, som för en kort tid hade varit ordförande för Polens hälsoministerium.
Entress avlöstes 1943 som Standortarzt i Auschwitz I av Josef Mengele och förflyttades till Auschwitz III Monowitz, där han stannade till oktober samma år. Därefter kommenderades han till Gusen, som var ett av Mauthausens satellitläger, och augusti 1944 kom han återigen till Gross-Rosen. Från januari 1945 fram till krigsslutet var Entress truppläkare för 9. SS-Panzer-Division Hohenstaufen vid östfronten.

### Rättegång
I mars 1946 ställdes Entress inför rätta vid Mauthausenrättegången, som var en av Dachaurättegångarna. Tillsammans med SS-läkaren Waldemar Wolter åtalades Entress för att ha låtit gasa ihjäl sjuka interner i Gusen. Han avgav sitt affidavit den 14 april 1947. Entress åberopade till sitt försvar att han endast hade lytt order från högre ort och vittnade inte i egen sak inför den amerikanska militärdomstolen. Entress befanns skyldig den 13 maj 1946 och dömdes till döden. Nådeansökningar från hans hustru Else och från honom själv avvisades. Entress hängdes i Landsbergfängelset den 28 maj 1947 tillsammans med bland andra Johann Altfuldisch, August Eigruber, Eduard Krebsbach och den omnämnde Waldemar Wolter.